# Liste de films tournés dans le département du Val-de-Marne
Un certain nombre d'œuvres cinématographiques et télévisuelles ont été tournés dans le département du Val-de-Marne.
Voici une liste à compléter de films, téléfilms, feuilletons télévisés, films documentaires… tournés dans le département du Val-de-Marne (ou Seine-et-Oise et département de la Seine avant le 1er janvier 1968), classés par commune, lieu de tournage et date de diffusion.
- Haut – A
- B
- C
- D
- E
- F
- G
- H
- I
- J
- K
- L
- M
- N
- O
- P
- Q
- R
- S
- T
- U
- V
- W
- X
- Y
- Z

## A
- Haut – A
- B
- C
- D
- E
- F
- G
- H
- I
- J
- K
- L
- M
- N
- O
- P
- Q
- R
- S
- T
- U
- V
- W
- X
- Y
- Z

- Alfortville
  - 1959 (alors département de la Seine) : Archimède le clochard de Gilles Grangier
  - 1971 : Max et les Ferrailleurs de Claude Sautet
  - 1981 : Rioda de Sylvain Joubert[1]
  - 1984 : Train d'enfer de Roger Hanin
  - 1987 : Le Miraculé de Jean-Pierre Mocky
  - 2009 : La Première Étoile de Lucien Jean-Baptiste[2]

- Arcueil
  - 1969 : Le Clan des Siciliens de Henri Verneuil
  - 2005 : Kaamelott, série télévisée d'Alexandre Astier[3]
  - 2008 : La Délicatesse de David et Stéphane Foenkinos[4]

## B
- Haut – A
- B
- C
- D
- E
- F
- G
- H
- I
- J
- K
- L
- M
- N
- O
- P
- Q
- R
- S
- T
- U
- V
- W
- X
- Y
- Z

- Boissy-Saint-Léger
  - 1961 : Le Miracle des loups d'André Hunebelle (Château de Grosbois)
  - 1961 : Le Capitaine Fracasse de Pierre Gaspard-Huit (Château de Grosbois)
  - 2017 : Django d'Étienne Comar (Château de Grosbois)[5]
  - 2018 : Le Retour du héros de Laurent Tirard (Château de Grosbois)

- Bry-sur-Marne - Studios de Bry, 2 avenue de l'Europe
  - 1985 : Monsieur de Pourceaugnac de Michel Mitrani[6],[7]
  - 1989 : Le Banquet de Marco Ferreri[6],[8]
  - 2000 : A propos de Bérénice de Jean-Daniel Verhaeghe[6],[8]
  - 2000 : Taxi 2 de Gérard Krawczyk[6]
  - 2004 : Les Rivières pourpres 2 : Les Anges de l'apocalypse de Olivier Dahan
  - 2004 : Un long dimanche de fiançailles de Jean-Pierre Jeunet
  - 2008 : De l'autre côté du lit de Pascale Pouzadoux[6]
  - 2011 : Colombiana d'Olivier Megaton
  - 2011 : Carnage de Roman Polanski[6]
  - 2011 : L'Épervier série télévisée de Stéphane Clavier[7]
  - 2012 : Hunger Games de Gary Ross[6]
  - 2012 : Les Saveurs du palais de Christian Vincent
  - 2015 : Versailles de Jalil Lespert[6],[9]

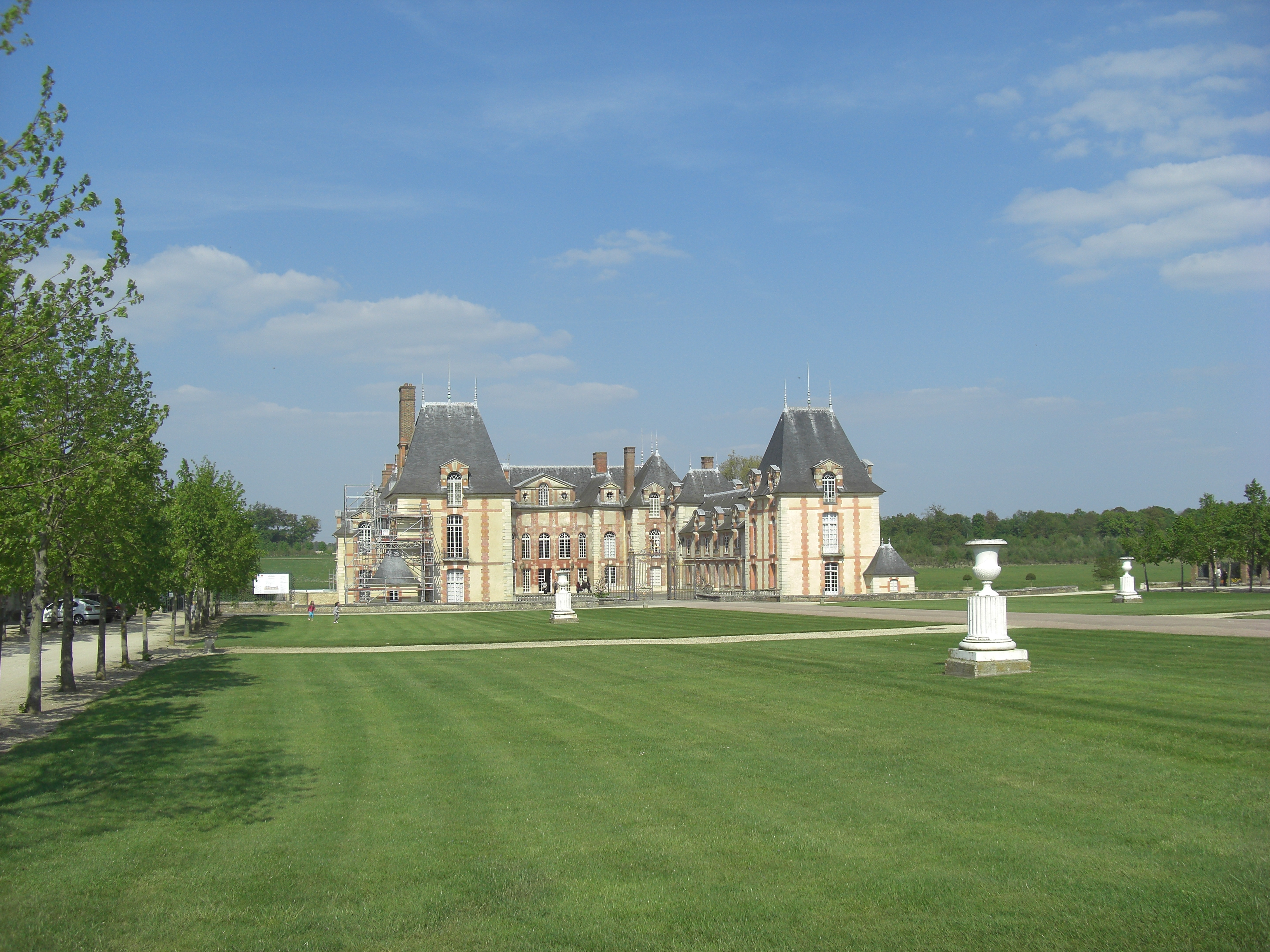
Château de Grosbois.

## C
- Haut – A
- B
- C
- D
- E
- F
- G
- H
- I
- J
- K
- L
- M
- N
- O
- P
- Q
- R
- S
- T
- U
- V
- W
- X
- Y
- Z

- Cachan
  - 1969 : Le Clan des Siciliens d'Henri Verneuil
  - 2001 : Le Fabuleux Destin d'Amélie Poulain de Jean-Pierre Jeunet[10]
  - 2008 : Go Fast d'Olivier Van Hoofstadt (Piscine de Cachan)
  - 2008 : La délicatesse de David et Stéphane Foenkinos[11]

- Champigny-sur-Marne
  - 1972 : Elle cause plus... elle flingue de Michel Audiard (terre-plein du boulevard Jules-Guesde. Le bidonville est un décor construit).
  - 2013 : 16 ans ou presque de Tristan Séguéla tourné au Parc du Plateau[5]

- Charenton-le-Pont
  - 1962 : Jules et Jim de François Truffaut
  - 1969 : Le Clan des Siciliens d'Henri Verneuil
  - 2007 : Ce soir je dors chez toi d'Olivier Baroux
  - 2009 : Micmacs à tire-larigot de Jean-Pierre Jeunet

- Chennevières-sur-Marne
  - 2017 : Django d'Étienne Comar[5]

- Chevilly-Larue
  - 2015 : Le Grand Jeu de Nicolas Pariser

- Choisy-le-Roi
  - 2000 : Yamakasi d'Ariel Zeitoun
  - 2017 : Burn Out de Yann Gozlan
  - 2022 : Novembre de Cédric Jimenez
  - 2023 : Magnificat de Virginie Sauveur

- Créteil
  - 1958 : Mon oncle de Jacques Tati
  - 1971 : Max et les Ferrailleurs de Claude Sautet
  - 1976 : L'Aile ou la Cuisse de Claude Zidi
  - 1976 : La Ville bidon de Jacques Baratier
  - 1976 : La Dernière Femme de Marco Ferreri
  - 1979 : Buffet froid de Bertrand Blier
  - 1979 : Série noire d'Alain Corneau
  - 1986 : I Love You de Marco Ferreri
  - 1992 : La Sévillane de Jean-Philippe Toussaint
  - 1996 : Les Deux Papas et la Maman de Jean-Marc Longval et Smaïn (Hôpital Henri-Mondor)
  - 2008 : Go Fast d'Olivier Van Hoofstadt (Centre commercial Créteil Soleil)
  - 2009 : La Première Étoile de Lucien Jean-Baptiste
  - 2009 : Tellement proches de Olivier Nakache et Éric Toledano
  - 2012 : Camille redouble de Noémie Lvovsky
  - 2012 : Dix jours en or de Nicolas Brossette[12]
  - 2014 : Les Héritiers de Marie-Castille Mention-Schaar (Lycée Léon Blum)
  - 2014 : À toute épreuve (film, 2014) d'Antoine Blossier
  - 2014 : Les Trois Frères : Le Retour de Didier Bourdon, Bernard Campan et Pascal Légitimus
  - 2020 : Dérapages, mini-série de Ziad Doueiri (Tribunal de grande instance)

## F
- Haut – A
- B
- C
- D
- E
- F
- G
- H
- I
- J
- K
- L
- M
- N
- O
- P
- Q
- R
- S
- T
- U
- V
- W
- X
- Y
- Z

- Fontenay-sous-Bois
  - 1963 : Les Tontons flingueurs de Georges Lautner[13]
  - 1979 : Les Chiens d'Alain Jessua[13]
  - 1988 : Les Nouveaux Chevaliers du ciel, feuilleton télévisé de Jean-Michel Charlier[13]
  - 1989 : Monsieur Hire de Patrice Leconte[13]
  - 1999 : Ma Petite Entreprise de Pierre Jolivet
  - 2000 : Taxi 2 de Gérard Krawczyk
  - 2005 : Confession d'un menteur, téléfilm de Didier Grousset[13]
  - 2006 : Jean-Philippe de Laurent Tuel[13]
  - 2009 : Braquo, feuilleton télévisé d'Olivier Marchal et Frédéric Schoendoerffer
  - 2013 : 12 ans d'âge de Frédéric Proust[13]
  - 2015 : La Mort d'Auguste Téléfilm de Denis Malleval[5]
  - 2016 : Cigarettes et Chocolat chaud de Sophie Reine[13]
  - 2019 : Jusqu'ici tout va bien de Mohamed Hamidi

- Fresnes
  - 1966 : Paris brûle-t-il ? de René Clément (Carrefour de la Déportation, Prison de Fresnes)
  - 1969 : Le Clan des Siciliens de Henri Verneuil (Centre pénitentiaire de Fresnes)
  - 2016 : Elle de Paul Verhoeven (Centre pénitentiaire de Fresnes)

## G
- Haut – A
- B
- C
- D
- E
- F
- G
- H
- I
- J
- K
- L
- M
- N
- O
- P
- Q
- R
- S
- T
- U
- V
- W
- X
- Y
- Z

- Gentilly
  - 2018 : Dix pour cent : saison 3, épisode 6 (Rue Auguste-Blanqui, Gare de Gentilly,  Impasse Joséphine)

## I
- Haut – A
- B
- C
- D
- E
- F
- G
- H
- I
- J
- K
- L
- M
- N
- O
- P
- Q
- R
- S
- T
- U
- V
- W
- X
- Y
- Z

- Ivry-sur-Seine
  - 1955 : Gas-Oil de Gilles Grangier[14]
  - 1959 : Parfois le dimanche, court métrage d'Ado Kyrou et Raoul Sangla
  - 1978 : Chaussette surprise de Jean-François Davy[15]
  - 1982 : L'Honneur d'un capitaine de Pierre Schœndœrffer[16]
  - 1993 : Les Visiteurs de Jean-Marie Poiré
  - 1995 : Les Trois Frères de Didier Bourdon et Bernard Campan
  - 1998 : Cantique de la racaille de Vincent Ravalec[17]
  - 1998 : Jeanne et le Garçon formidable d'Olivier Ducastel et Jacques Martineau[18]
  - 2000 : Les Glaneurs et la Glaneuse de Agnès Varda
  - 2009 : Coco avant Chanel d'Anne Fontaine
  - 2012 : Dix jours en or de Nicolas Brossette
  - 2014 : Hunger Games : La Révolte de Francis Lawrence[19]
  - 2015 : Nous trois ou rien de Kheiron
  - 2015 : Le Grand Jeu de Nicolas Pariser[20],
  - 2018 : Premières solitudes de Claire Simon[21]
  - 2018 : La Légende (court métrage) de Manon Eyriey[19],[22]
  - 2019 : Nos défaites de Jean-Gabriel Périot[21]
  - 2019, Les Graines que l'on sème (sorti en 2022) de Nathan Nicholovitch[21]
  - 2020 : Gagarine de Fanny Liatard et Jerémy Trouilh[23]

## J
- Haut – A
- B
- C
- D
- E
- F
- G
- H
- I
- J
- K
- L
- M
- N
- O
- P
- Q
- R
- S
- T
- U
- V
- W
- X
- Y
- Z

- Joinville-le-Pont - Studios Pathé-Natan rue Charles Pathé

- - 1906 : Aladin ou la Lampe merveilleuse d'Albert Capellani[24],[25]
  - 1910 : Athalie de Michel Carré[24],[8]
  - 1910 : Sémiramis de Camille de Morlhon[24],[8]
  - 1923 : L'Enfant-roi de Jean Kemm[26]
  - 1924 : Mandrin de Henri Fescourt[24],[27]
  - 1926 : Le Juif errant de Luitz-Morat[28]
  - 1926 : Le Berceau de Dieu de Fred Leroy-Granville[24],[8]
  - 1927 : Le Joueur d'échecs de Raymond Bernard[24],[29]
  - 1929 : Figaro, film de Tony Lekain et Gaston Ravel[30]
  - 1932 : Enlevez-moi de Léonce Perret[24]
  - 1933 : Les Deux Orphelines de Maurice Tourneur[24],[31]
  - 1935 : Golgotha de Julien Duvivier[24],[8]
  - 1936 : Mayerling d'Anatole Litvak[24],[32]
  - 1937 : Remontons les Champs-Élysées de Sacha Guitry[24],[33]
  - 1938 : Tarakanowa de Fedor Ozep[24],[34]
  - 1939 : L'Esclave blanche de Marc Sorkin[24],[35]
  - 1945 : La Fiancée des ténèbres de Serge de Poligny
  - 1946 : La Belle et la Bête de Jean Cocteau[24]
  - 1950 : Juliette ou la Clé des songes de Marcel Carné[24]
  - 1952 : Le Chemin de Damas de Max Glass[24],[8]
  - 1954 : Madame du Barry de Christian-Jaque[24],[36]
  - 1957 : Les Sorcières de Salem de Raymond Rouleau[24],[37]
  - 1958 : Une vie de Alexandre Astruc
  - 1960 : Marie des Isles de Georges Combret[24],[38]
  - 1964 : Cent mille dollars au soleil de Henri Verneuil
  - 1989 : La Révolution française de Robert Enrico et Richard T. Heffron[39]
  - 2012 : Qu'est-ce qu'on va faire de toi ?, téléfilm de Jean-Daniel Verhaeghe [5]
  - 2014 : Les Trois Frères : Le Retour de Didier Bourdon, Bernard Campan et Pascal Légitimus
  - 2017 : L'Un dans l'autre de  Bruno Chiche

## K
- Haut – A
- B
- C
- D
- E
- F
- G
- H
- I
- J
- K
- L
- M
- N
- O
- P
- Q
- R
- S
- T
- U
- V
- W
- X
- Y
- Z

## L
- Haut – A
- B
- C
- D
- E
- F
- G
- H
- I
- J
- K
- L
- M
- N
- O
- P
- Q
- R
- S
- T
- U
- V
- W
- X
- Y
- Z

- Le Kremlin-Bicêtre
  - 1997 : Le Bossu de Philippe de Broca[40]
  - 2005 : Le Petit Lieutenant de Xavier Beauvois[41]

## M
- Haut – A
- B
- C
- D
- E
- F
- G
- H
- I
- J
- K
- L
- M
- N
- O
- P
- Q
- R
- S
- T
- U
- V
- W
- X
- Y
- Z

- Maisons-Alfort
  - 1920 : Quatre-vingt-treize de Albert Capellani et Léonard Antoine[42]
  - 1965 : Compartiment tueurs de Costa-Gavras (École nationale vétérinaire d'Alfort)

- Mandres-les-Roses
  - 1984 : Feuilleton TV Des grives aux loups de Philippe Monnier

## N
- Haut – A
- B
- C
- D
- E
- F
- G
- H
- I
- J
- K
- L
- M
- N
- O
- P
- Q
- R
- S
- T
- U
- V
- W
- X
- Y
- Z

- Nogent-sur-Marne
  - 1931 : La Chienne de Jean Renoir
  - 1936 : La Belle Équipe de Julien Duvivier[43]
  - 1951 : Une histoire d'amour de Guy Lefranc
  - 1986 : 37°2 le matin de Jean-Jacques Beineix[44]
  - 1991 : Netchaïev est de retour de Jacques Deray[43]
  - 1991 : Les Ritals, téléfilm de Marcel Bluwal[43]
  - 2004 : Un long dimanche de fiançailles de Jean-Pierre Jeunet
  - 2009 : Le Petit Nicolas de Laurent Tirard
  - 2012 : Camille redouble de Noémie Lvovsky
  - 2015 : Les Souvenirs de Jean-Paul Rouve
  - 2017 : L'Un dans l'autre de Bruno Chiche
  - 2017 : Il a déjà tes yeux de Lucien Jean-Baptiste
  - 2022 : L'Homme de nos vies mini-série de Frédéric Berthe

- Noiseau
  - 2008 : Les Liens du sang de Jacques Maillot

## O
- Haut – A
- B
- C
- D
- E
- F
- G
- H
- I
- J
- K
- L
- M
- N
- O
- P
- Q
- R
- S
- T
- U
- V
- W
- X
- Y
- Z

- Orly
  - 1957 :Les Lavandières du Portugal de Pierre Gaspard-Huit
  - 1958 : Les Motards de Jean Laviron (Aéroport de Paris-Orly)
  - 1968 : L'Homme du Picardie, feuilleton télévisé de Jacques Ertaud
  - 1967 : Les Grandes Vacances de Jean Girault
  - 1969 : Le Clan des Siciliens de Henri Verneuil
  - 1970 : La Dame dans l'auto avec des lunettes et un fusil d'Anatole Litvak (Aéroport de Paris-Orly)
  - 1972 : Tout le monde il est beau, tout le monde il est gentil de  Jean Yanne (Aéroport de Paris-Orly)
  - 1973 : Les Aventures de Rabbi Jacob de Gérard Oury (Aéroport de Paris-Orly, Terminal Sud).
  - 1973 : La Bonne Année de Claude Lelouch (Aéroport de Paris-Orly)
  - 1975 : Le Téléphone Rose d'Édouard Molinaro (Aéroport de Paris-Orly)
  - 1975 : L'Incorrigible, de  Philippe de Broca (Aéroport de Paris-Orly)
  - 1983 : Le Battant de Robin Davis
  - 1983 : Circulez y'a rien à voir de Patrice Leconte (Aéroport de Paris-Orly)
  - 2002 : Embrassez qui vous voudrez de Michel Blanc
  - 2013 : Paris à tout prix de Reem Kherici

- Ormesson-sur-Marne
  - 2014 : Les Francis de Fabrice Begotti

## P
- Haut – A
- B
- C
- D
- E
- F
- G
- H
- I
- J
- K
- L
- M
- N
- O
- P
- Q
- R
- S
- T
- U
- V
- W
- X
- Y
- Z

## Q
- Haut – A
- B
- C
- D
- E
- F
- G
- H
- I
- J
- K
- L
- M
- N
- O
- P
- Q
- R
- S
- T
- U
- V
- W
- X
- Y
- Z

## R
- Haut – A
- B
- C
- D
- E
- F
- G
- H
- I
- J
- K
- L
- M
- N
- O
- P
- Q
- R
- S
- T
- U
- V
- W
- X
- Y
- Z

- Rungis
  - 1976 : L'Aile ou la Cuisse de Claude Zidi
  - 1994 : La Vengeance d'une blonde de Jeannot Szwarc
  - 2012 : Comme un chef de Daniel Cohen

## S
- Haut – A
- B
- C
- D
- E
- F
- G
- H
- I
- J
- K
- L
- M
- N
- O
- P
- Q
- R
- S
- T
- U
- V
- W
- X
- Y
- Z

- Saint-Mandé
  - 2008 : Comme une étoile dans la nuit de René Féret

- Saint-Maur-des-Fossés
  - 1958 : Mon oncle de Jacques Tati
  - 1979 : Série noire d'Alain Corneau
  - 2012 : Camille redouble de Noémie Lvovsky
  - 2014 : Qu'est-ce qu'on a fait au Bon Dieu ? de Philippe de Chauveron
  - 2015 : L'Étudiante et Monsieur Henri d'Ivan Calbérac
  - 2015 : Le Grand Jeu de Nicolas Pariser (Quai du Petit-Parc)
  - 2015 : La Mort d'Auguste Téléfilm de Denis Malleval[5]
  - 2017 : L'Un dans l'autre de  Bruno Chiche

- Saint-Maurice-Studios de Saint-Maurice

- - 1938 : Katia de Maurice Tourneur[45]
  - 1946 : La Belle et la Bête de Jean Cocteau[46]
  - 1950 : Juliette ou la Clé des songes de Marcel Carné[46]
  - 1950 : Le Rosier de madame Husson de Jean Boyer
  - 1951 : Nous irons à Monte-Carlo de Jean Boyer[46]
  - 1955 : Les Diaboliques de Henri-Georges Clouzot
  - 1957 :Les Lavandières du Portugal de Pierre Gaspard-Huit
  - 1959 : Signé Arsène Lupin de Yves Robert
  - 1960 : Le Capitan d'André Hunebelle[46]
  - 1960 : Fortunat d'Alex Joffé[46]
  - 1960 : Les Vieux de la vieille, de Gilles Grangier[47]
  - 1964 : L'Âge ingrat de Gilles Grangier
  - 1965 : Belphégor ou le Fantôme du Louvre série télévisée de Claude Barma[46]
  - 1965 : Compartiment tueurs de Costa-Gavras,[46]
  - 1966 : Le Grand Restaurant de Jacques Besnard[46]
  - 1968 : Le Pacha de Georges Lautner
  - 1998 : La Kiné série TV d'André Chandelle, Aline Issermann

- Santeny
  - 1966 : La Grande Vadrouille de Gérard Oury

## T
- Haut – A
- B
- C
- D
- E
- F
- G
- H
- I
- J
- K
- L
- M
- N
- O
- P
- Q
- R
- S
- T
- U
- V
- W
- X
- Y
- Z

- Thiais
  - 2000 : Une femme d'extérieur de Christophe Blanc
  - 2012 : Les Kaïra de Franck Gastambide[48]

## V
- Haut – A
- B
- C
- D
- E
- F
- G
- H
- I
- J
- K
- L
- M
- N
- O
- P
- Q
- R
- S
- T
- U
- V
- W
- X
- Y
- Z

- Villecresnes
  - 2009 : Braquo, feuilleton télévisé d'Olivier Marchal et Frédéric Schoendoerffer
- Villejuif
  - 2011 : La guerre est déclarée de Valérie Donzelli
- Villeneuve-Saint-Georges
  - 2022 : Marion série télévisée de Jacques Kugler
- Villiers-sur-Marne
  - 2005 : Palais royal ! de Valérie Lemercier
- Vincennes
  - 1900 : Aladin ou la Lampe merveilleuse de Ferdinand Zecca[25]
  - 1901 : L'Enfant prodigue de Ferdinand Zecca[8]
  - 1903 : L'Épopée napoléonienne de Lucien Nonguet[49]
  - 1920 : Quatre-vingt-treize de Albert Capellani et Léonard Antoine[42]
  - 1921 : Les Trois Mousquetaires de Henri Diamant-Berger[50]
  - 1925 : Jean Chouan de Luitz-Morat[42]
  - 1961 : Le cave se rebiffe de Gilles Grangier[51]
  - 1965 : Le Bonheur d'Agnès Varda[51]
  - 1966 : La Prise de pouvoir par Louis XIV de Roberto Rossellini[7]
  - 1966 : Les Compagnons de Jéhu feuilleton télévisé de Michel Drach[52]
  - 1975 : Flic Story de Jacques Deray
  - 1976 : L'Affiche rouge de Frank Cassenti[51]
  - 1978 : Mazarin mini-série de Pierre Cardinal (château de Vincennes)
  - 1980 : A Tale of Two Cities de Jim Goddard[53]
  - 1982 : L'As des as de Gérard Oury[51]
  - 1982 : Paradis pour tous d'Alain Jessua[51]
  - 1989 : La Révolution française de Robert Enrico et Richard T. Heffron
  - 1993 : Louis, enfant roi de Roger Planchon[51],[54]
- Vitry-sur-Seine
  - 1962 : La Guerre des boutons de Yves Robert
  - 1969 : Le Clan des Siciliens de Henri Verneuil
  - 1982 : Tir groupé de Jean-Claude Missiaen
  - 1982 : Le Quart d'heure américain de Philippe Galland (Pont du Port à l'Anglais)
  - 2004 : Les Fautes d'orthographe de Jean-Jacques Zilbermann
  - 2007 : Trois amis de Michel Boujenah
  - 2014 : Colt 45 de Fabrice Du Welz et Frédéric Forestier
  - 2018 : Climax de Gaspar Noé